# Доннер, Йорн
Йорн Доннер (швед. Jörn Donner; 5 февраля 1933, Хельсинки — 30 января 2020[…], Хельсинки, Хельсинки) — финский политический и общественных деятель, депутат Парламента Финляндии от Шведской народной партии, писатель, актёр, продюсер, режиссёр, сценарист и монтажёр.

## Биография
Родился 5 февраля 1933 года в семье финского лингвиста и политика Кая Доннера.
Впервые был избран в Хельсинкский городской совет на муниципальных выборах 1968 года в качестве представителя ДСНФ.
С 1996 по 1999 годы был избран депутатом Европейского парламента от Социал-демократической партии Финляндии.
2 апреля 2014 года заявил о намерении вновь баллотироваться в депутаты Европейского парламента по списку от Шведской народной партии на предстоящих выборах.
Автор около 60 художественных произведений, в том числе большого числа романов.
Скончался 30 января 2020 года в больнице в Хельсинки после продолжительной болезни.